# Pipaluk Lynge
Pipaluk Lynge (tidligere giftenavn Pipaluk Lynge-Rasmussen, født 13. april 1984 i Nuuk) er en grønlandsk politiker. Hun har været suppleant for Inuit Ataqatigiit i Grønlands parlament, Inatsisartut, siden 2021.
Pipaluk Lynge er datter af politikeren Aqqaluk Lynge (født 1947) og hans kone Erna Jeremiassen (født 1952).
Pipaluk Lynge er student fra gymnasiet i Aasiaat fra 2005. Bagefter studerede kultur- og samfundshistorie og fik en bachelorgrad i 2011 og blev kandidat fra Grønlands Universitet, Ilisimatusarfik, i 2015. Derefter arbejdede hun som lærer på gymnasiet i Nuuk i et år. Fra 2016 til 2018 var hun konsulent hos Sermersooq Kommune. Fra 2020 til 2021 arbejdede hun som tv- og radiovært på børne- og ungdomsprogrammer. Hun har to børn.
Hun er initiativtager til Facebook-gruppen "Plastic not so fanstantic" som var nomineret til Nordisk Råds Miljøpris i 2019.
Lynge stillede op til kommunalvalget i 2013 og blev 3. stedfortræder for Inuit Ataqatigiit i Sermersooq Kommune. Hun stillede også op til parlamentsvalget i 2014, men fik kun 20 stemmer. Hun stillede op igen ved kommunalvalget i 2017, men blev ikke valgt ind. Ved parlamntsvalget i 2021 blev hun 4. stedfortræder for Inuit Ataqatigiit og fik en plads som suppleant i Grønlands parlament, Inatsisartut. Hun havde orlov fra parlamentet fra august 2022 til oktober 2023 fordi hun blev ansat som projektleder hos Verdensnaturfonden.